# Champ-Laurent
Champ-Laurent, également orthographié Champlaurent localement, est une commune française située dans le département de la Savoie, en région Auvergne-Rhône-Alpes.

## Géographie

### Localisation
La commune de Champ-Laurent est située à l'extrémité est du chaînon des Huiles, au pied du mont Fauge, du mont Magnolet et du mont Troncheret.
Seules deux routes départementales desservent la commune : la RD 25 reliant Chamoux-sur-Gelon au Pontet et la RD 23 entre le chef-lieu de Champ-Laurent et La Rochette.

### Géologie et relief
Champ-Laurent, située dans le canton de Chamoux-sur-Gelon à 1 000 m d’altitude, est dominée par le mont Fauge (1 337 m). Selon l'inventaire communal de 1998, la forêt occupe 304 hectares sur les 496,59 hectares de la superficie de la commune.

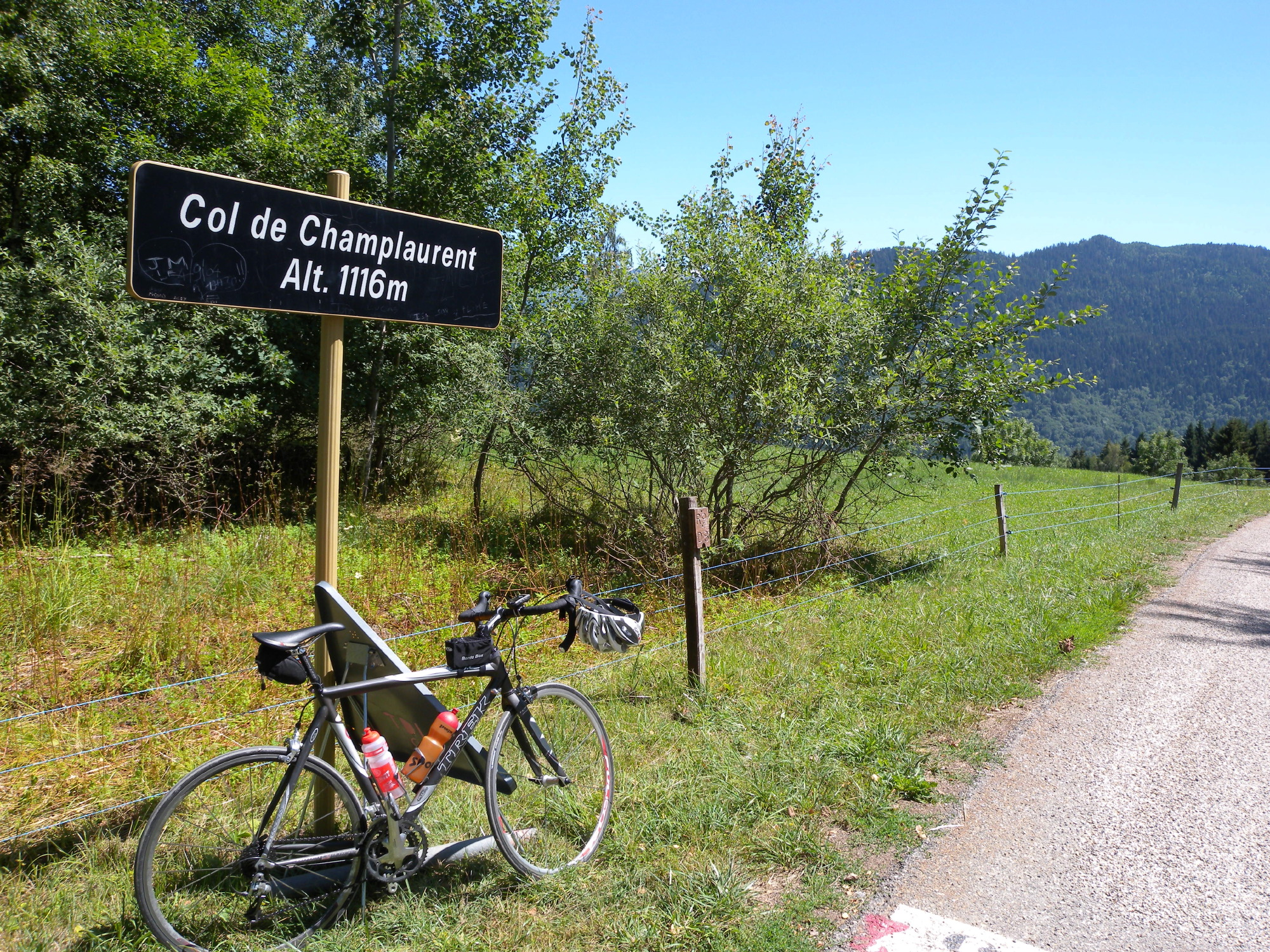
Le col de Champ Laurent situé à 1116 mètres d'altitude, se trouve sur le territoire communal.

Le col de Champ Laurent, à 1 116 mètres d'altitude, permet de relier le bas val Gelon à la vallée des Huiles puis à la vallée de la Maurienne par le col du Grand Cucheron (1 183 m).

### Communes limitrophes
Champ-Laurent est limitrophe de 6 communes que sont Chamoux-sur-Gelon, Montendry, Le Pontet, Bourget-en-Huile, La Table et Villard-Léger. Chamoux et Villard-Léger sont situées au nord et en contrebas dans la plaine du Gelon, Montendry est située sur l'autre versant du mont Fauge sans liaison directe par la route, les autres communes limitrophes étant situées au sud dans la vallée des Huiles.
| Villard-Léger | Chamoux-sur-Gelon | Montendry |
|               | Champ-Laurent     |           |
| La Table      | Bourget-en-Huile  | Le Pontet |

### Climat
Pour des articles plus généraux, voir Climat d'Auvergne-Rhône-Alpes et Climat de la Savoie.
En 2010, le climat de la commune est de type climat de montagne, selon une étude du Centre national de la recherche scientifique s'appuyant sur une série de données couvrant la période 1971-2000. En 2020, Météo-France publie une typologie des climats de la France métropolitaine dans laquelle la commune est exposée à un climat de montagne ou de marges de montagne et est dans la région climatique Alpes du nord, caractérisée par une pluviométrie annuelle de 1 200 à 1 500 mm, irrégulièrement répartie en été.
Pour la période 1971-2000, la température annuelle moyenne est de 8,1 °C, avec une amplitude thermique annuelle de 16,3 °C. Le cumul annuel moyen de précipitations est de 1 272 mm, avec 10 jours de précipitations en janvier et 9,3 jours en juillet. Pour la période 1991-2020, la température moyenne annuelle observée sur la station météorologique de Météo-France la plus proche, « Saint-Alban des Hurtières », sur la commune de Saint-Alban-d'Hurtières à 6 km à vol d'oiseau, est de 11,0 °C et le cumul annuel moyen de précipitations est de 1 274,5 mm,. Pour l'avenir, les paramètres climatiques de la commune estimés pour 2050 selon différents scénarios d'émission de gaz à effet de serre sont consultables sur un site dédié publié par Météo-France en novembre 2022.

## Urbanisme

### Typologie
Au 1er janvier 2024, Champ-Laurent est catégorisée commune rurale à habitat très dispersé, selon la nouvelle grille communale de densité à sept niveaux définie par l'Insee en 2022.
Elle est située hors unité urbaine. Par ailleurs la commune fait partie de l'aire d'attraction de Chambéry, dont elle est une commune de la couronne,. Cette aire, qui regroupe 115 communes, est catégorisée dans les aires de 200 000 à moins de 700 000 habitants,.

### Occupation des sols
L'occupation des sols de la commune, telle qu'elle ressort de la base de données européenne d’occupation biophysique des sols Corine Land Cover (CLC), est marquée par l'importance des forêts et milieux semi-naturels (82,9 % en 2018), une proportion sensiblement équivalente à celle de 1990 (83,5 %). La répartition détaillée en 2018 est la suivante : 
forêts (82,4 %), prairies (17,1 %), milieux à végétation arbustive et/ou herbacée (0,6 %).
L'IGN met par ailleurs à disposition un outil en ligne permettant de comparer l’évolution dans le temps de l’occupation des sols de la commune (ou de territoires à des échelles différentes). Plusieurs époques sont accessibles sous forme de cartes ou photos aériennes : la carte de Cassini (XVIIIe siècle), la carte d'état-major (1820-1866) et la période actuelle (1950 à aujourd'hui).

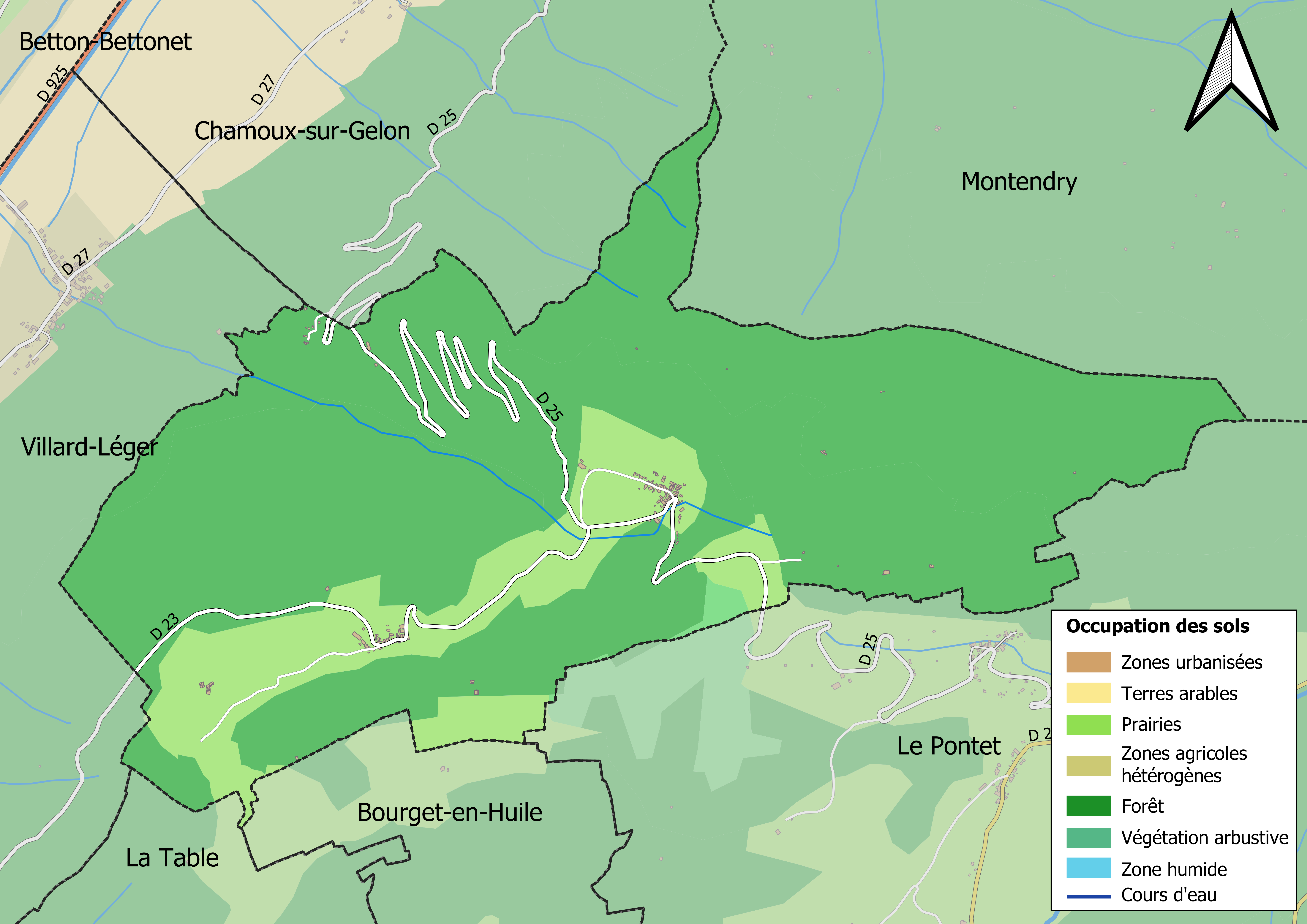
Carte des infrastructures et de l'occupation des sols en 2018 (CLC) de la commune.
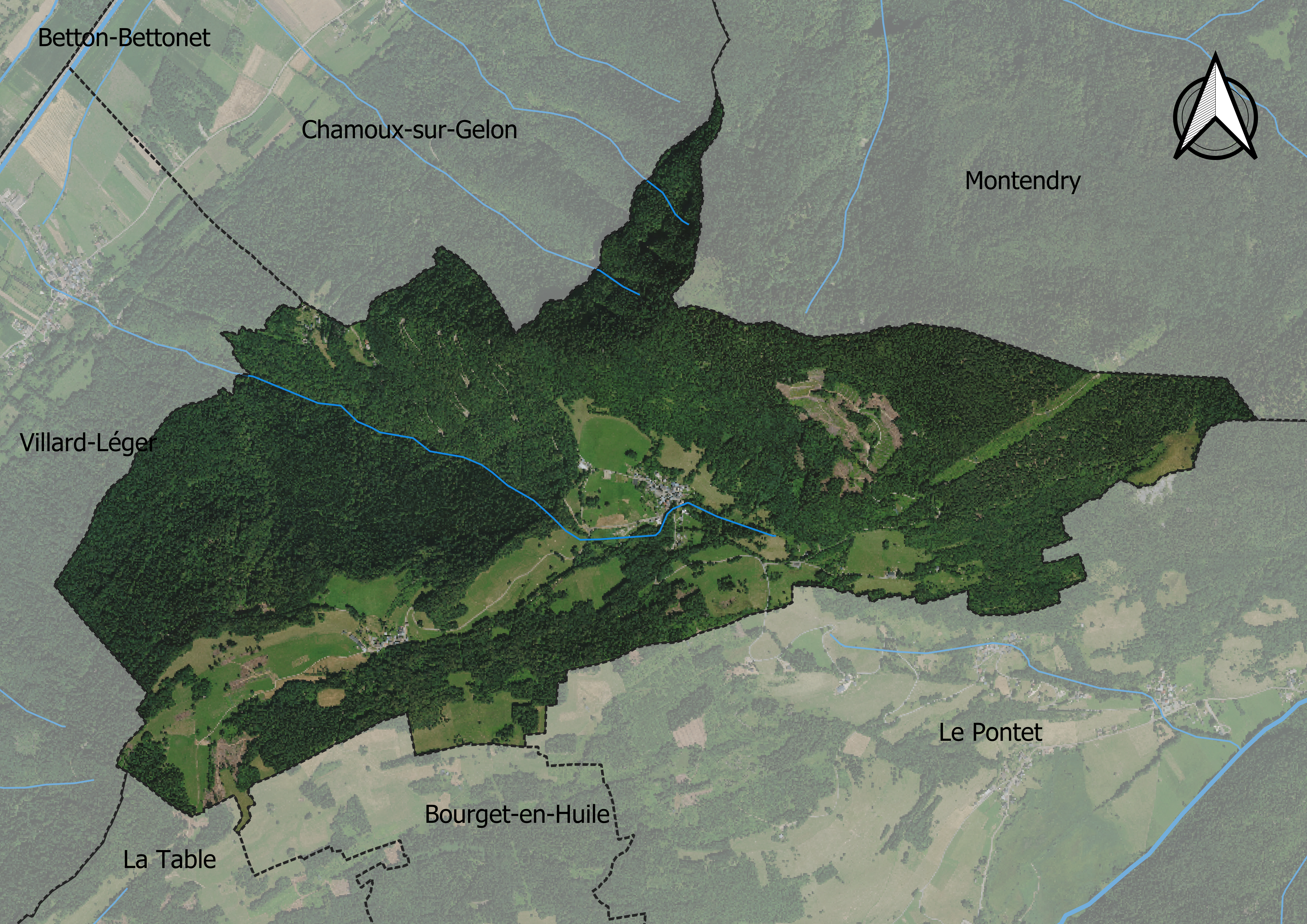
Carte orthophotogrammétrique de la commune.

## Toponymie
La graphie de Champ-Laurent est adoptée par décret du 7 mai 1962.
Le toponyme est composé du terme générique champ (du latin campus) désignant un « terrain plat, plaine, campagne cultivée, champ, terrain, territoire », qui est souvent associé à avec un autre mot, ici le patronyme Laurent.
La paroisse est mentionnée au XIVe siècle sous la forme latine Curatus Campi Laurencii,. On trouve par la suite les formes Champleurant (1691), Champ-Laurens (1728), puis Champ Laurent (1820). En 1935, la forme est Champlaurent.
En francoprovençal, le nom de la commune s'écrit Shanlorè, selon la graphie de Conflans.

## Histoire
La paroisse de Champ-Laurent, mentionnée au XIVe siècle,, est dédiée à  l'archange Michel, avant de se placer sous la protection de saint Blaise. La gestion de la communauté religieuse est placée sous la dépendance de la Collégiale Sainte-Anne de Chamoux. Elle relève de la seigneurie de La Rochette, qui appartient à la famille de Seyssel.
Le fief de La Rochette passe aux marquis de Coudrée, en 1754. La communauté est affranchie en 1785 à la suite d'un arbitrage avec le marquis, contre la somme de 1 000 livres.

## Politique et administration

### Administration municipale
La commune est membre de la Communauté de communes Cœur de Savoie. Elle appartient au Territoire du Cœur de Savoie, qui regroupe une quarantaine de communes de la Combe de Savoie et du Val Gelon. La commune est régie par la loi Montagne.

### Liste des maires
De 1815 à 1860, la Savoie est rattachée au Royaume de Sardaigne. Le système municipal est aboli.
| Période                                  | Période   | Identité                  | Étiquette | Qualité |
| ---------------------------------------- | --------- | ------------------------- | --------- | ------- |
| Les données manquantes sont à compléter. |           |                           |           |         |
| 1802                                     | 1813      | Claude CAILLET            |           |         |
|                                          |           |                           |           |         |
| 1860                                     | 1860      | Michel GIROD              |           |         |
| 1860                                     | 1865      | Félix BLANCHARD           |           |         |
| 1865                                     | 1872      | Michel GIROD              |           |         |
| 1872                                     | 1873      | François CAILLET          |           |         |
| 1873                                     | 1874      | Fréderic CAILLET          |           |         |
| 1874                                     | 1878      | Michel GIROD              |           |         |
| 1878                                     | 1884      | Charles Camille GIROD     |           |         |
| 1884                                     | 1888      | Pierre NOVEL CATIN        |           |         |
| 1888                                     | 1892      | Fréderic CAILLET          |           |         |
| 1892                                     | 1896      | Charles Camille GIROD     |           |         |
| 1896                                     | 1904      | Pierre NOVEL CATIN        |           |         |
| 1904                                     | 1907      | Charles Camille GIROD     |           |         |
| 1907                                     | 1908      | Louis CAILLET             |           |         |
| 1908                                     | 1911      | Joseph François BLANCHARD |           |         |
| 1911                                     | 1912      | Louis CAILLET             |           |         |
| 1912                                     | 1913      | Joseph AGUETTAZ           |           |         |
| 1913                                     | 1920...   | Jean Marie DUBOIS         |           |         |
|                                          |           |                           |           |         |
|                                          | mars 2014 | Paul BLANCHARD            |           |         |
| mars 2017                                | En cours  | Eric BARBIER              |           |         |

## Démographie
Les habitants de la commune sont appelés les Laurentain(e)s.

L'évolution du nombre d'habitants est connue à travers les recensements de la population effectués dans la commune depuis 1793. Pour les communes de moins de 10 000 habitants, une enquête de recensement portant sur toute la population est réalisée tous les cinq ans, les populations de référence des années intermédiaires étant quant à elles estimées par interpolation ou extrapolation. Pour la commune, le premier recensement exhaustif entrant dans le cadre du nouveau dispositif a été réalisé en 2007.

En 2022, la commune comptait 31 habitants, en évolution de −18,42 % par rapport à 2016 (Savoie : +3,63 %, France hors Mayotte : +2,11 %).
| 1793 | 1800 | 1806 | 1821 | 1836 | 1846 | 1856 | 1861 | 1866 |
| ---- | ---- | ---- | ---- | ---- | ---- | ---- | ---- | ---- |
| 300  | 324  | 340  | 408  | 404  | 382  | 319  | 347  | 348  |

| 1872 | 1876 | 1881 | 1886 | 1891 | 1896 | 1901 | 1906 | 1911 |
| ---- | ---- | ---- | ---- | ---- | ---- | ---- | ---- | ---- |
| 366  | 369  | 327  | 337  | 325  | 324  | 304  | 292  | 261  |

| 1921 | 1926 | 1931 | 1936 | 1946 | 1954 | 1962 | 1968 | 1975 |
| ---- | ---- | ---- | ---- | ---- | ---- | ---- | ---- | ---- |
| 191  | 171  | 164  | 147  | 124  | 101  | 73   | 44   | 25   |

| 1982 | 1990 | 1999 | 2006 | 2007 | 2012 | 2017 | 2022 | - |
| ---- | ---- | ---- | ---- | ---- | ---- | ---- | ---- | - |
| 18   | 26   | 21   | 28   | 29   | 39   | 36   | 31   | - |

## Culture locale et patrimoine

### Monuments et lieux touristiques
- Église Saint-Blaise.

### Personnalités liées à la commune
- Antoine Palatis, boxeur français champion de France en 1996 et 2000.
- Jacques Bouvier, charbonnier dans la commune au début du XVIIIe siècle, est l'ancêtre en ligne paternelle directe de Jacqueline Kennedy-Onassis, née Bouvier, épouse du 35e président des États-Unis John Fitzgerald Kennedy.

## Pour approfondir